# Marie-Reine de Jaham
Marie-Reine de Jaham (sinh ngày 7 tháng 2 năm 1940) là một nhà văn sinh ra ở Martiniquais sống ở Pháp.
Xuất thân từ những người trồng rừng ở Pháp, bà là cháu gái của Victor Depaz  và người anh em họ đầu tiên hai lần loại bỏ Joséphine de Beauharnais. Năm 17 tuổi, bà kết hôn và chuyển cùng chồng sang Mỹ. Ở đó, bà bắt đầu sự nghiệp quảng cáo ở thành phố New York; sau đó bà chuyển đến Paris, nơi bà thành lập công ty riêng. Năm 1990, bà thành lập một hiệp hội văn hóa Creole, Le Patrimoine Créole. bà được coi là một trong những chuyên gia có thông tin tốt nhất về văn hóa Creole. de Jaham chuyển đến đẹp vào năm 2000. Tại đây, bà đã thành lập Cercle Méditerranée Caraibe với mục đích của việc thiết lập liên kết giữa các khu vực Địa Trung Hải và vùng biển Caribbean.
Năm 1989, bà xuất bản cuốn tiểu thuyết đầu tiên La Grande Béké, trở thành cuốn sách bán chạy nhất và được chuyển thể cho truyền hình vào năm 1998. Năm 1991, bà xuất bản cuốn tiểu thuyết thứ hai Le Maître-savane tiếp tục câu chuyện bắt đầu trong cuốn tiểu thuyết đầu tiên của bà.
Năm 1996, de Jaham được đặt tên là một chiếc kalalier trong Pháp Ordre des Arts et des Lettres.. Bà đã được thăng cấp sĩ quan vào tháng 1 năm 2013 

## Tác phẩm được chọn[1]
- Les desserts créoles et leur khen ngợi le sucre de canne, sách nấu ăn (1992)
- L'Or des îles (1996), Le Sang du volcan (1997), Les Héritiers du paradis. (1998): bộ ba, khối lượng đầu tiên nhận được Prix Arc-en-ciel và hai quyển đầu nhận được Prix littéraire des Caraïbes từ Association des écrivains de langue française [fr]
- Bwa bandé, tiểu thuyết (1999)
- Le Sortilège des marassa, tiểu thuyết (2001)
- La ẩm créole de Da Doudou, sách nấu ăn (2004)
- La Véranda créole, tiểu thuyết (2005)
- một cuốn sách của Liễu, cuốn tiểu thuyết (2007)